# Cave Fighter
Cave Fighter è un videogioco a piattaforme e sparatutto ambientato in una serie di caverne, pubblicato nel tardo 1984 per Commodore 64 e nel 1985 per Commodore 16 e Commodore VIC-20 dall'editrice britannica Bubble Bus Software.

## Modalità di gioco
Il giocatore controlla un omino con l'obiettivo di attraversare ciascuna caverna da sinistra a destra. La visuale è di lato e solo su Commodore 64 è presente uno scorrimento graduale, mentre nelle altre versioni si passa a scatti da un tratto di caverna al successivo.
Il personaggio può camminare a destra e sinistra sul pavimento e su piattaforme rocciose sospese, arrampicarsi lungo corde verticali e saltare. Il salto avviene quando si rilascia il pulsante e l'ampiezza dipende da quanto a lungo lo si tiene premuto prima; su Commodore 64 è presente anche una barra che indica l'ampiezza del salto, nello stile di Bugaboo. Si può inoltre sparare, con gittata limitata, in diverse direzioni; su Commodore 64 si spara combinando pulsante e movimenti direzionali, mentre nelle altre versioni il personaggio spara automaticamente in continuazione quando cammina.
I nemici sono diversi tipi di creature che si muovono a terra o in volo seguendo percorsi fissi. Fanno perdere una vita se toccati, inoltre su Commodore 64 sono presenti anche piante immobili in grado di sparare; particolarità delle altre versioni è invece che i nemici uccisi ricompaiono subito nella loro posizione iniziale. Il personaggio deve evitare anche di sbattere contro le pareti o altre superfici che non siano le normali piattaforme, mentre cadere da qualsiasi altezza non è letale. C'è inoltre un limite di tempo per ogni caverna.
Il tema musicale introduttivo su Commodore 64 è Chariots of Fire.